# Звьоздочка (Молдова)
Звьоздочка (рум. Zviozdocica) — село в Молдові в Каушенському районі. Входить до складу комуни, центром якої є село Українка.